# Aix-Villemaur-Pâlis
Aix-Villemaur-Pâlis é uma comuna francesa na região administrativa de Grande Leste, no departamento de Aube. Estende-se por uma área de 75,30 km². Em 2010 a comuna tinha 3 585 habitantes (densidade: 47,6 hab./km²).
A municipalidade foi estabelecida em 1 de janeiro de 2016 e consiste na fusão das antigas comunas de Aix-en-Othe, Villemaur-sur-Vanne e Pâlis.